# Manrozenhout
Aniba panurensis is een boomsoort uit noordelijk Zuid-Amerika. De boom lijkt veel op de rozenhoutboom en wordt even als deze verwant gekapt vanwege zijn etherische olie. De vruchten lijken op eikeltjes.
In Suriname is A. mas (een synoniem voor A. panurensis) bekend als de manrozenhoutboom en de soort is wettelijk beschermd tegen kap. De soort is gemakkelijk in het veld te onderscheiden van de echte rozenhoutboom. Een spaan die van de bast afgesneden wordt, ruikt anders en de onderkant van het blad is geelgroen in plaats van okergeel door kleine papillen.

## Chemisch onderzoek
Analyse van een extract van de boom leverde een nieuw alkaloïed op dat in staat bleek een stam van Candida albicans te doden die resistent is tegen andere medicijnen. De chemische naam van de stof is 6,8-didec-(1Z)-enyl-5,7-dimethyl-2,3-dihydro-1H-indolizinium.